# Dragonfly 53
Le Dragonfly 53 (aussi appelé Swiss Heli) est un hélicoptère radiocommandé birotor imaginé par la marque Walkera. Il est utilisé principalement pour l'apprentissage de l'aéromodélisme, autant en intérieur (indoor) qu'en extérieur (outdoor), sans vent.
Sa décoration la plus rencontrée est celle d'un hélicoptère militaire médical.

## Modèles
Le Dragonlfy 53 existe aussi sous le nom "53-1" qui est doté de pièces aluminium comme le plateau cyclique et la tête de rotor. Des autres versions sont également sorties : 
- 53-q,
- 53-8.

## Fonctionnement

### Les hélicoptères birotor coaxiaux

Hélisoptère birotor coaxiaux contrarotatifs

Cet hélicoptère est particulièrement destiné à l'apprentissage du pilotage d'hélicoptères radiocommandés. Il est assez stable et plus simple à contrôler qu'un hélicoptère normal. Il possède deux rotors superposés tournant en sens inverse et ne possède pas de rotor de queue,.

## Radiocommande
Il utilise une radiocommande à 4 canaux de fréquence 412 mHz.

### Note
1. ↑  Le rotor de queue sert à stabiliser l'hélicoptère en rotation alors qu'un hélicoptère bi-rotor utilise l'incidence des pales pour le contrôler.